# Polyommatus antidolus
Polyommatus antidolus is een vlinder uit de familie van de Lycaenidae. De wetenschappelijke naam van de soort is voor het eerst gepubliceerd in 1901 door Hans Rebel.
De soort komt voor in Turkije.